# Régiment de cavalerie «Farnesio» n°12
Le Régiment de cavalerie «Farnesio» nº12, aussi dénommé "Regimiento de caballería de reconocimiento «Farnesio» nº12", est un régiment de cavalerie espagnole. Depuis 2016 il appartient à la Brigade «Galice» VII et, par le passé, il faisait partie de la Division Mecanizada Brunete nº1. Le régiment de reconnaissance est l'élément de manœuvre capable d'utiliser des mouvements rapides pour répondre aux actions de reconnaissance, de sécurité et de combat de la division, pour laquelle il constitue le fer de lance.

## Organisation
Le groupe de cavalerie léger blindé se compose du peloton de commandement, de la section de peloton principale et de trois escadrons de blindés légers équipés de véhicules de reconnaissance (VEC avec canon de 25 mm), de chars de combat (M-60A3 TTS, actuellement déclassés et de Leopard 2E), de mortiers de 120 mm sur M113A1 et de Leopardos 2A4. Le groupe de cavalerie mécanisé est organisé en peloton de commandement, escadron de chars avec M-60A3TTS et Leopardo 2Et et Escuadrón Mecanizado sur M-113A1.

## Histoire
L'auteur Juan Antonio Samaniego de la Serna dit dans son ouvrage "Dissertation sur l'histoire des régiments" (1732), que l'actuel RCR "Farnesio" 12 a été levé par le prince de Hesse-Homburg et a reçu solde royale le 7 mars 1649, son premier colonel étant le prince lui-même. Pour cette raison, il est considéré comme la plus ancienne unité de cavalerie d'Europe.
Il s'agit du landgrave Frédéric II de Hesse-Homburg, second prince de ce landgrave formé en 1633 par la séparation des différents territoires qui forma l'État de Hesse au début du XVIIe siècle.
Plus tard, il participera à la plupart des guerres et campagnes dans lesquelles l'Espagne a été forcée d'intervenir, y compris des missions de maintien de la paix.
Il fut transformé en régiment de cavalerie léger blindé au sein de  la division mécanisée Brunete nº1 à la fin de 2002, avec la concentration sur la base militaire "El Empecinado" de Santovenia de Pisuerga (Valladolid) des régiments "Santiago" 1 et "Villaviciosa" 14 ainsi que les unités de contrôle des matériels "Almansa" 5 et "Farnesio" 12.
À cette date, le RCR "Farnesio" 12 a repris son ancienne dénomination datant du 7 mars 1649, en réunissant l'histoire des régiments cités précédemment qui avaient disparu le 1er janvier 2003. Le Farnesio quitte ainsi la Brigade de Cavalerie «Jarama» I, dissoute également le 14 novembre 2002, pour devenir l'unité de cavalerie principale de la division mécanisée.
Le 1er novembre 2006, en application de l'Arrêté royal 416/2006, qui établit l'organisation et déploiement de l'Armée de Terre, le RCR "Farnesio" 12 passe à la brigade de cavalerie "Castillejos" II, dont la caserne se trouve à Saragosse.
Dans l'arrêté ministériel 3771/2008 du 10 décembre, le régiment passe sous le commandement des forces lourdes en tant que régiment de cavalerie de reconnaissance qui fournira les éléments de reconnaissance pour les trois brigades lourdes. Avec la réorganisation approuvée dans l'an 2015, en vertu de l'ordonnance DEF/1265/2015 du 29 juin, les Forces Lourdes sont dissoutes et l'unité passe sous le commandement de la brigade d'infanterie légère "la Galice" VII (ancienne brigade aérotransportable)

## Armement
- Véhicule d'exploration de cavalerie
- Blindés moyen à roues
- Char de Combat Leopard 2Et
- Transport Oruga M-113
- Chars de dépannage Buffle
- Camions Iveco M250, Pégase 3055, 7217 et 7223, et URO MAT
- Véhicules tout terrain Land Rover Santana Hannibal, Nissan Patrol modèles MC-4 et ML-6 et ambulances Iveco Pégase 4x4.

## Uniforme d'époque
Comme il est mentionné dans le "Mémoire sur l'organisation et l'état de l'armée" du 1er janvier 1860, les lanciers s'habillaient de la même manière que les cuirassiers, mais avec un pantalon gris clair, chaque régiment se distinguant par la couleur du drapeau des lances, blanc dans ce cas. Ils étaient armés d'une lance et d'un sabre semi-droit, modèle de 1840.

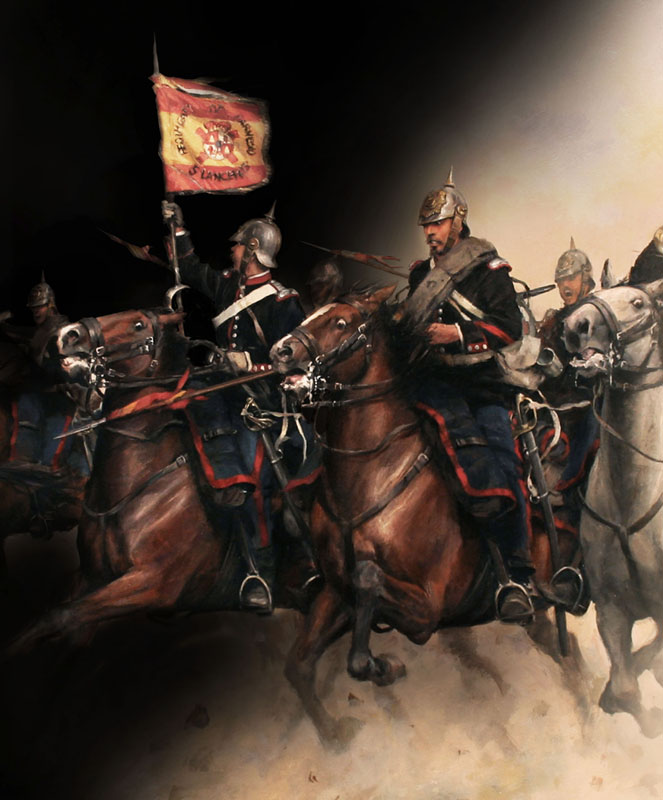
Farnesio, l'Afrique 1861 par Augusto Ferrer-Dalmau.